# Fort de Brimont

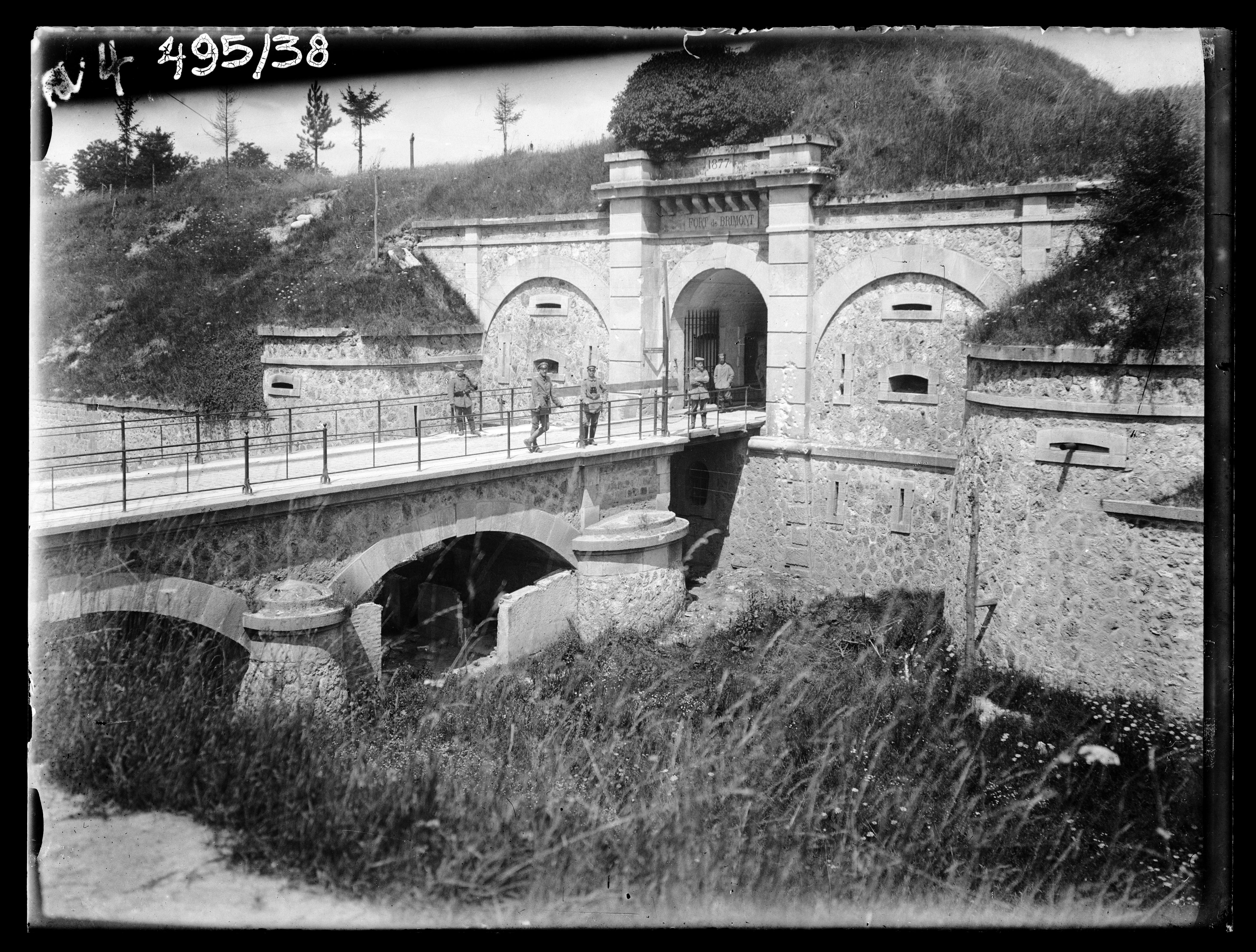
Eingang mit Brücke, zwischen 1914 und 1918

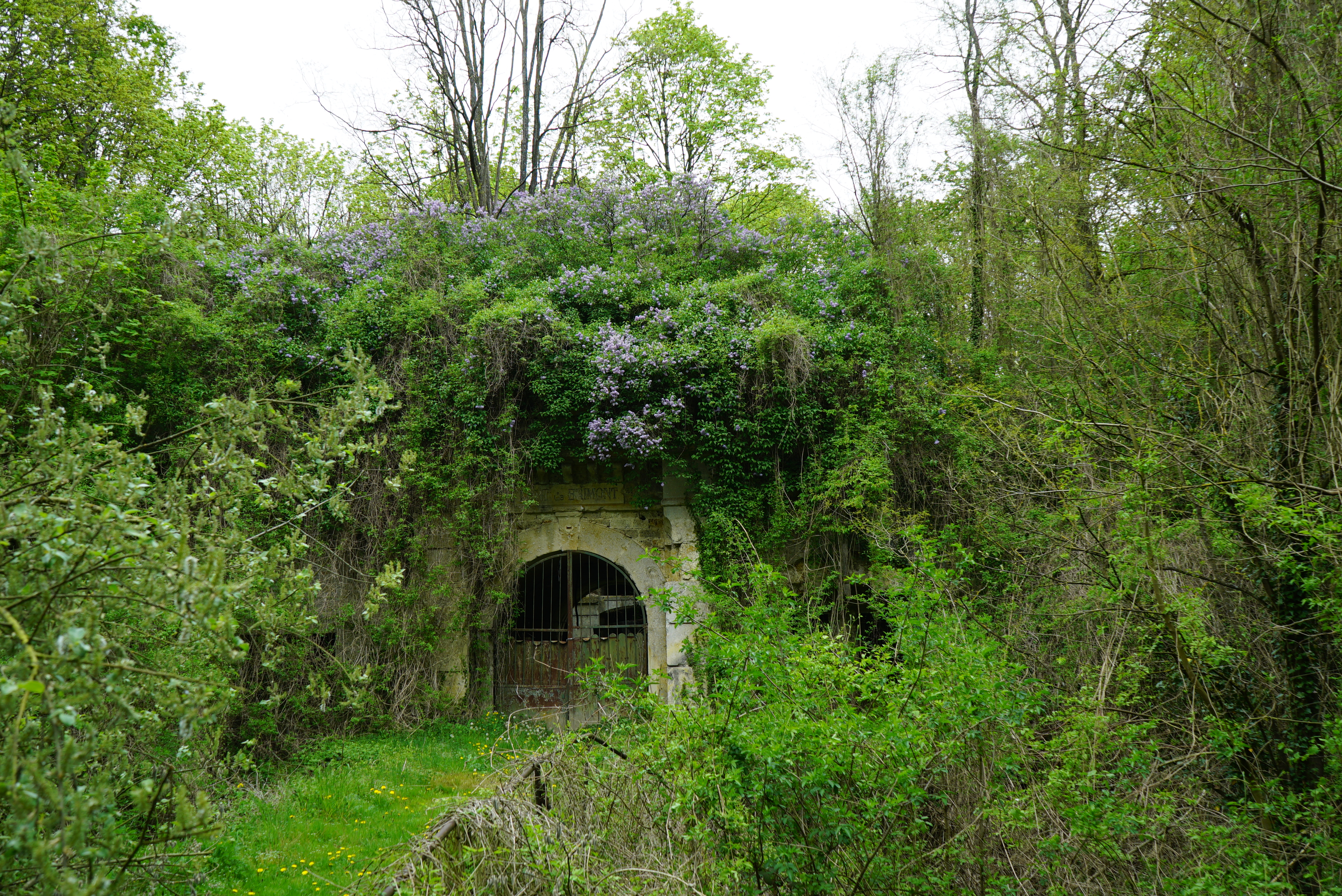
Eingang mit Brücke, 2015

Das Fort de Brimont war ein detachiertes Fort und Teil des Festungsgürtels um die Stadt Reims. Dieser gehörte zum „Système Séré de Rivières“ (auch Barrière de fer – Eiserne Barriere). Es liegt nördlich von Reims auf einem Höhenrücken und wird von der „Batterie Loivre“ im Westen und der „Batterie Cran de Brimont“ im Osten unterstützend flankiert.
Es war eines der zahlreichen Befestigungswerke, die nach 1870 im Zuge der Errichtung des Abwehrriegels gegen Deutschland nach dem verlorenen Krieg von 1870/71 errichtet wurden. Reims wurde dadurch zu einer Festung.

## Anlage
Das Fort ist von beträchtlicher Größe und wurde 1876 auf dem Gebiet der Gemeinde Brimont errichtet. Der Bau war nur durch Enteignungsmaßnahmen möglich, auch die hier stehende Ziegelei war davon betroffen. Der Ort wurde gewählt, weil hier im Norden von Reims das Tal der Aisne, der Oise-Aisne-Kanal, die Straßen nach Laon, Rethel und die Eisenbahnstrecken zu diesen Städten kontrolliert werden konnten. Nachbarforts waren im Westen das Fort de Saint-Thierry und im Osten das Fort de Fresne.

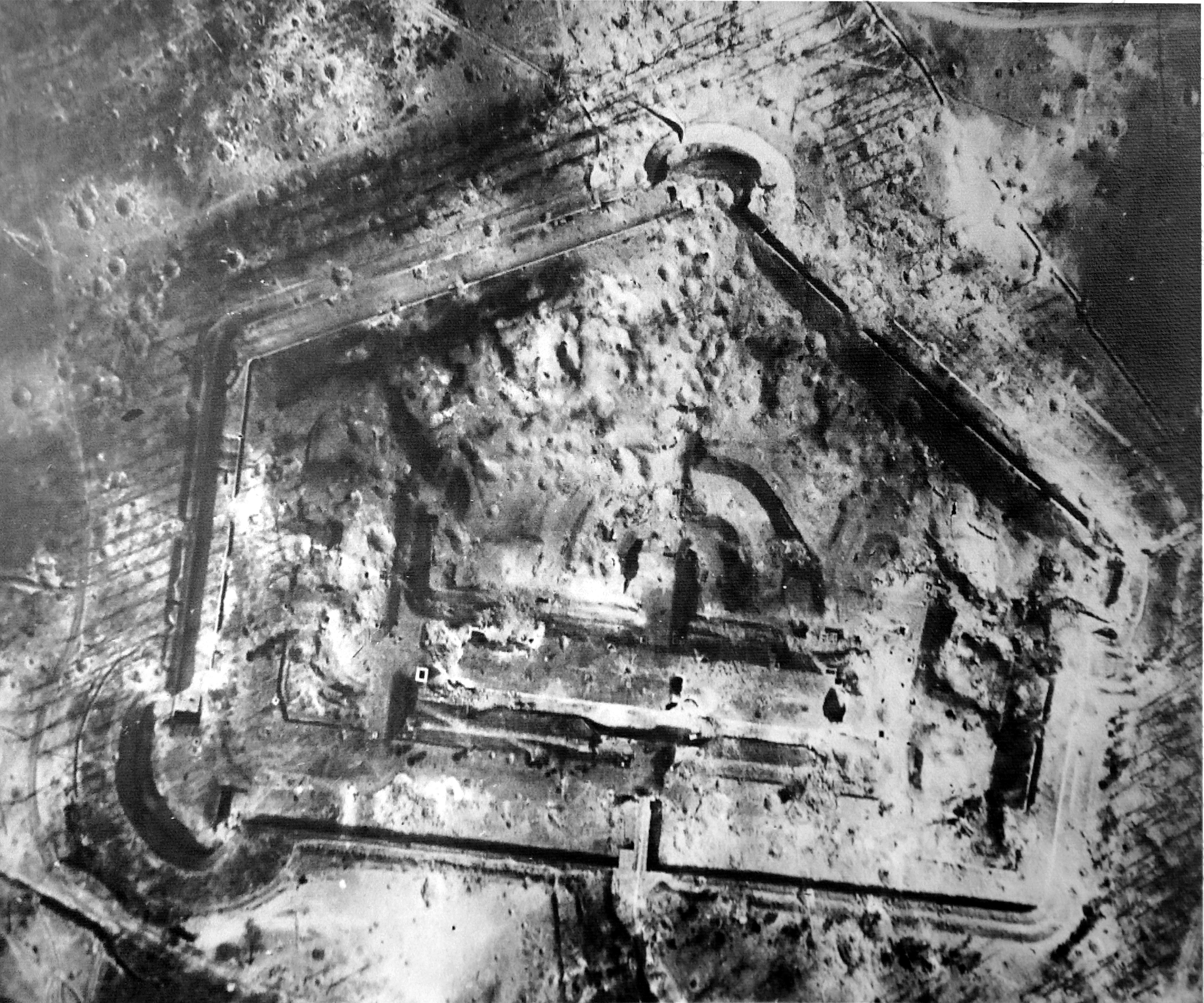
Luftbildaufnahme während des Ersten Weltkrieges
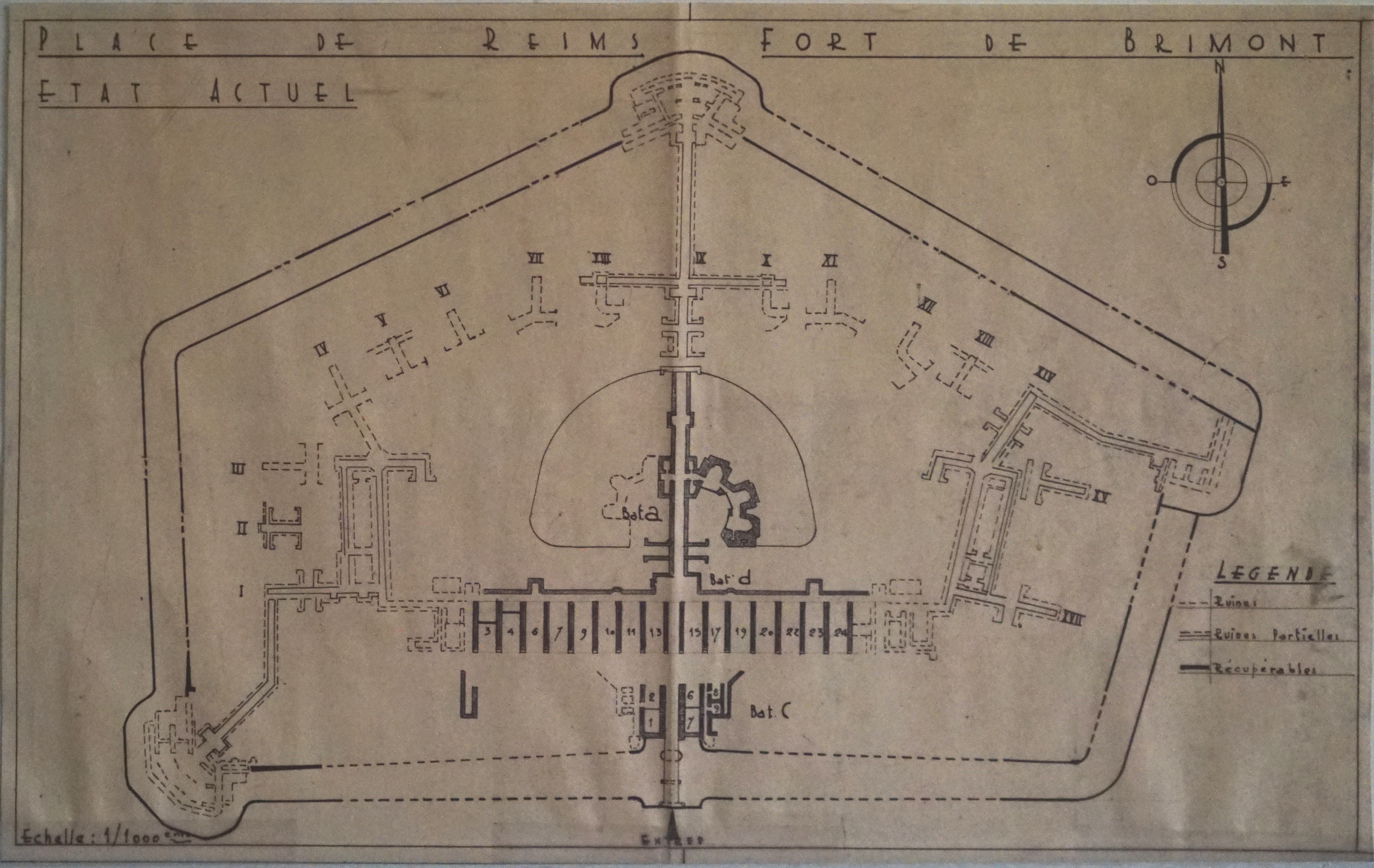
Plan des Forts

### Beschreibung

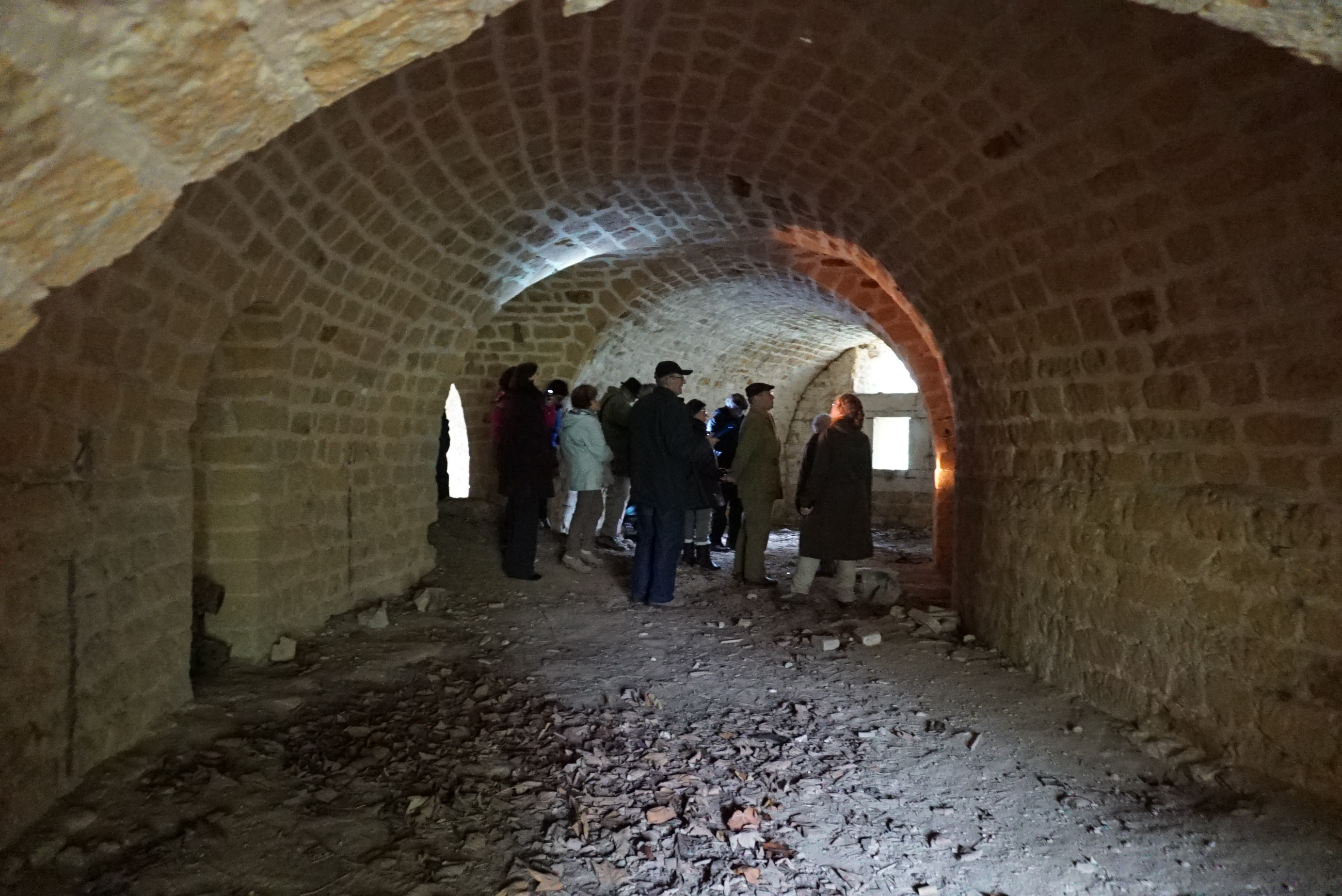
Im Inneren der Doppelkaponniere

Der Eingang im Süden ist durch einen vier Meter breiten Graben, eine Zugbrücke und ein Fallgitter gesichert. Im Torbau befinden sich mehrere Räume für die Wachmannschaft. Der Eingang führt zum zentralen Bereich des Forts, in dem sich die Schmiede, der Stall, die Küche und die Kaserne befanden. Diese Anlagen hatten zwei Stockwerke, die nur mit Fenstern zum Innenhof ausgestattet und daher gegen direkten Beschuss geschützt waren. Die inneren und äußeren Grabenwände bestehen aus Mauerwerk mit einer Höhe von mindestens 3 ½ Metern. Das Werk wurde aus behauenen Steinen zwischen 1875 und 1877 von etwa 500 Arbeitern errichtet. Der Grundriss ist symmetrisch, wovon lediglich die Grabenkaponnieren abweichen. Das Pulvermagazin weicht leicht von der Nord-Süd-Achse ab.
Vom Baustil her war das Fort nicht verbunkert, sondern zur Verteidigung mit auf Bank (als frei zwischen Hohltraversen aufgestellten) sieben Geschützen vom Typ Canon de 155 mm L modèle 1877 de Bange und vier Mörsern ausgestattet. Die Hohltraversen waren aus Mauerwerk ausgeführt und mit Erde abgedeckt. Sie dienten als Munitionsräume.

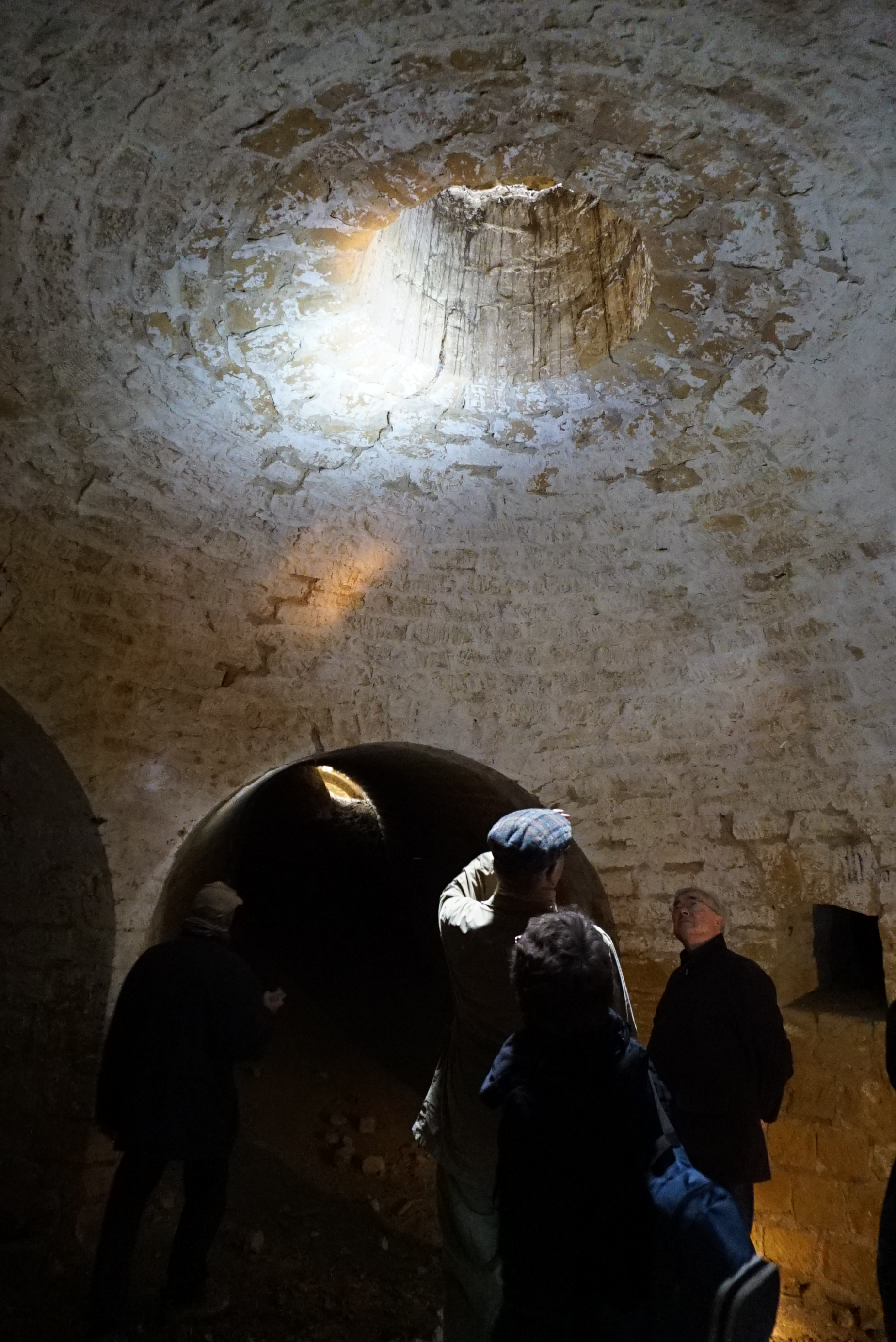
Zentralkuppel

Von den Baracken führt ein Ost-West-Tunnel durch das Innere der Festung zu den Kaponnieren und dem Munitionslager. Im Norden kommt man zu einer zentralen Kuppel, die mit sechs Schießscharten zur Nahverteidigung versehen ist.
Die Besatzung bestand aus 732 Offizieren, Unteroffizieren und Mannschaften.

### Weitere Nutzung
Im Gegensatz zu den Festungswerken von Toul oder Verdun wurde die Anlage nicht verstärkt oder modernisiert. Im Jahre 1910 wurde das Fort demobilisiert.
Im Jahre 1914 zu Beginn des Ersten Weltkrieges noch einmal besetzt, wurde es im September von den Franzosen beim Rückzug aufgegeben. Die meiste Zeit während des Krieges blieb es in der Hand der Deutschen, die hier französische Kriegsgefangene unterbrachten.
Während der Schlacht an der Aisne fanden hier heftige Kämpfe statt, unter anderem wurde das Fort durch eine französische 400-mm-Haubitze beschossen (ob das Fort dabei getroffen wurde, ist nicht bekannt.)
In der Zwischenkriegszeit diente es zunächst als Unterkunft für die Familien des zerstörten Dorfes Brimont, dann als Steinbruch für den Wiederaufbau des Dorfes.
Am 10. Juni 1940 zog sich das 61. Artillerieregiment zum Schutz vor deutschen Stuka-Angriffen in das Fort zurück. Ab 1944 diente es als Armeedepot und als Radarstation der Base aérienne 112 Reims-Champagne.
Das stark überwucherte Gelände befindet sich im Eigentum der Gemeinde Brimont. Der Zutritt ist nicht erlaubt.

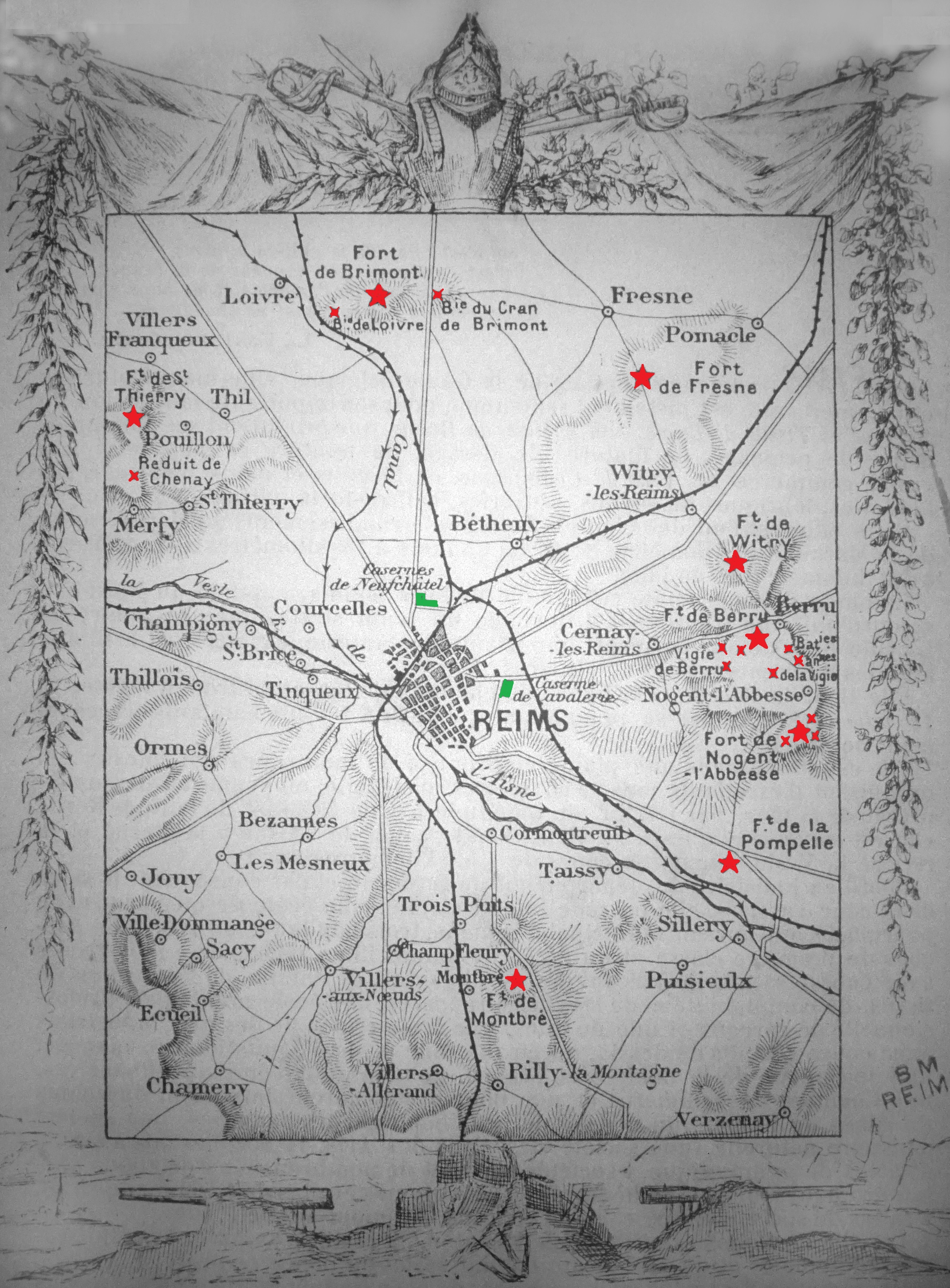
Plan der Werke um Reims
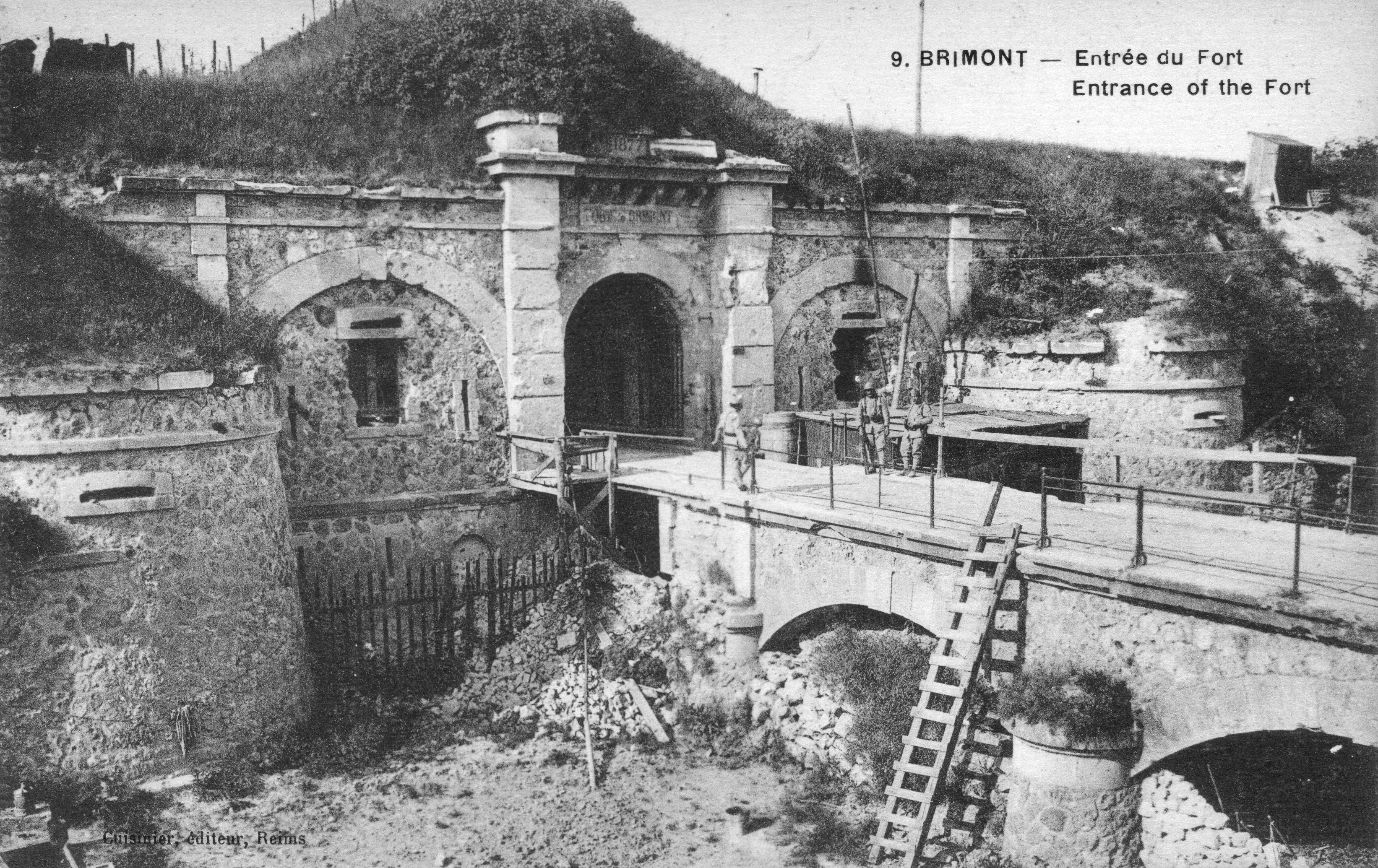
Forteingang 1918
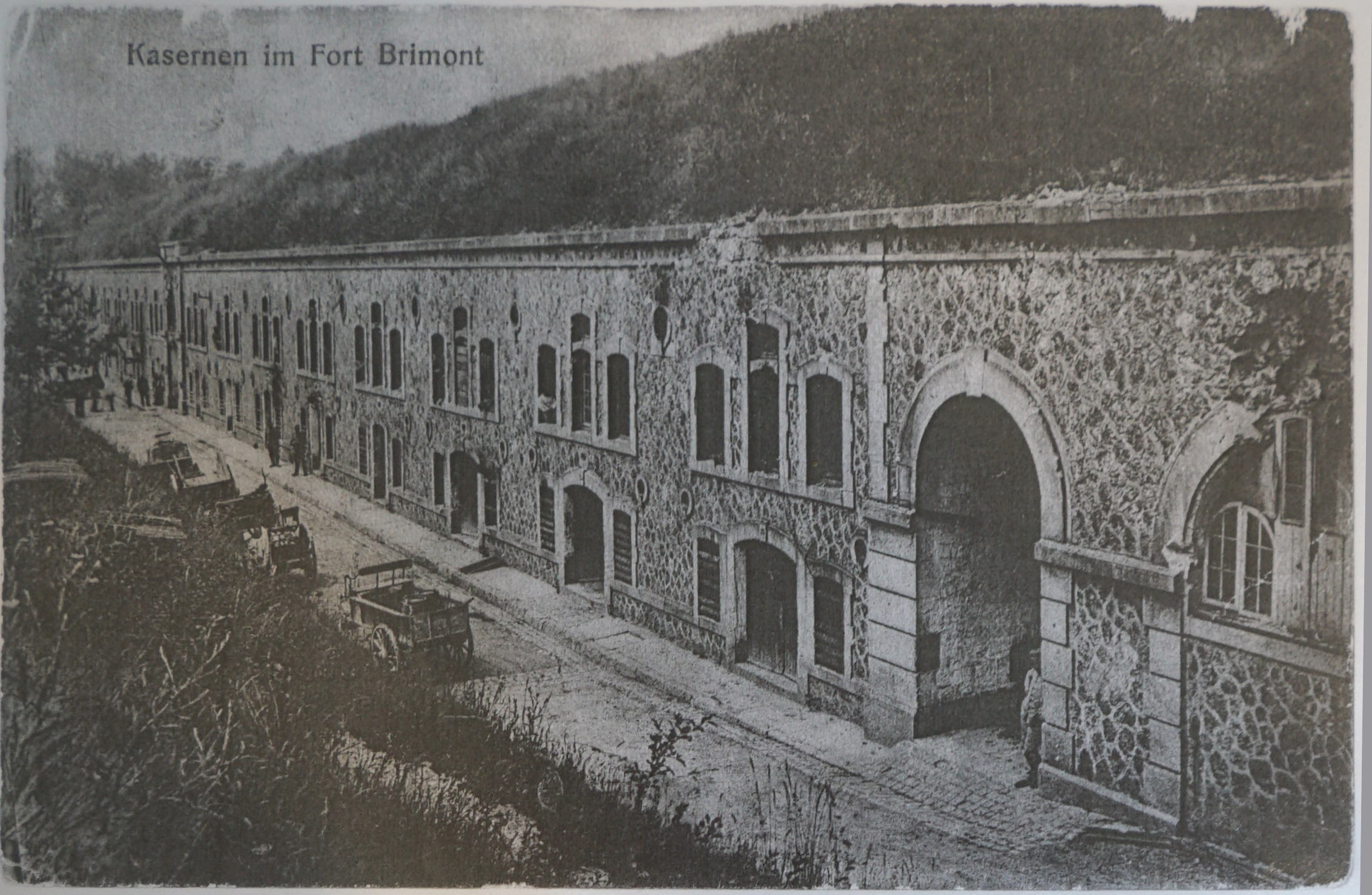
Kaserne
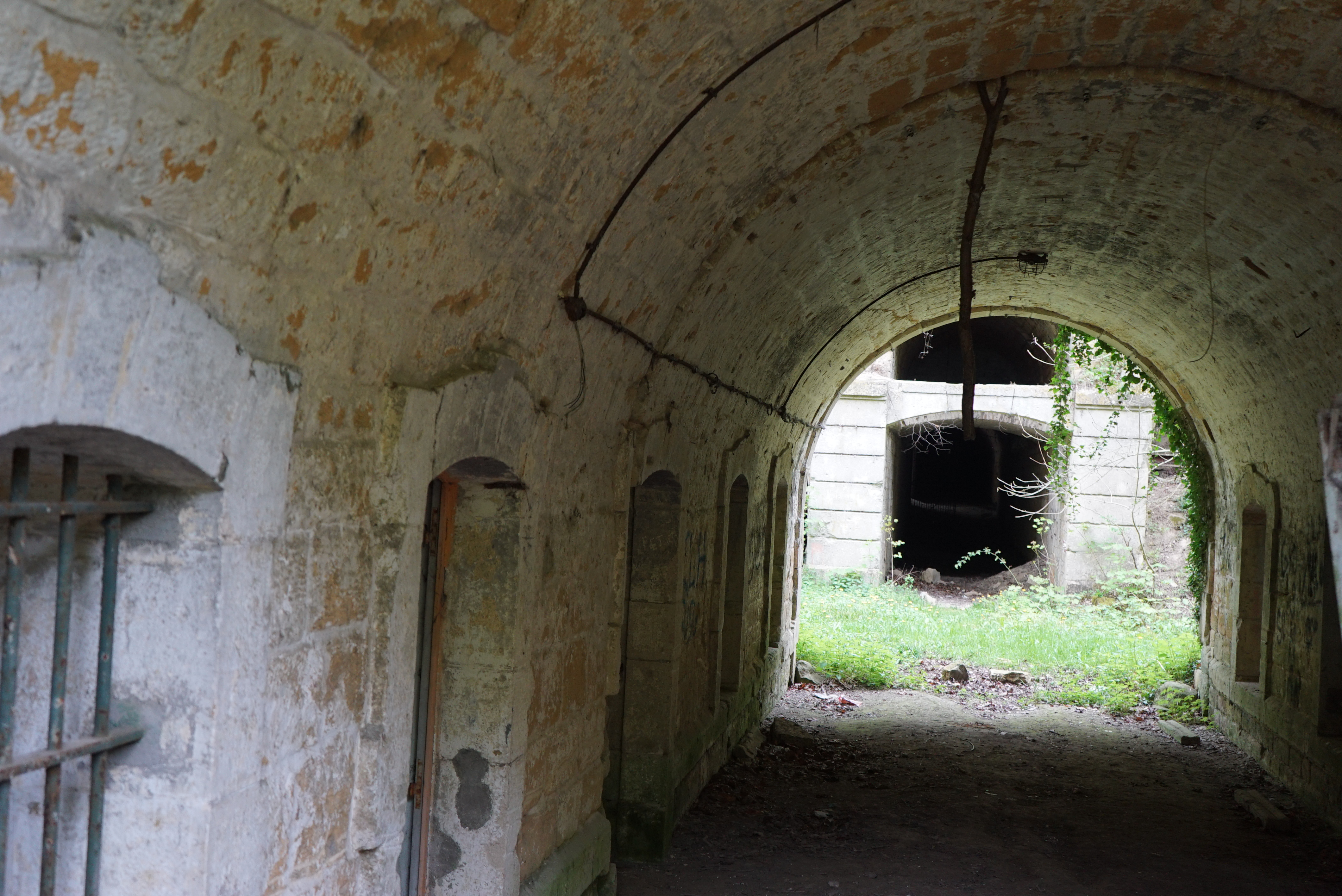
Inneres des Torgebäudes
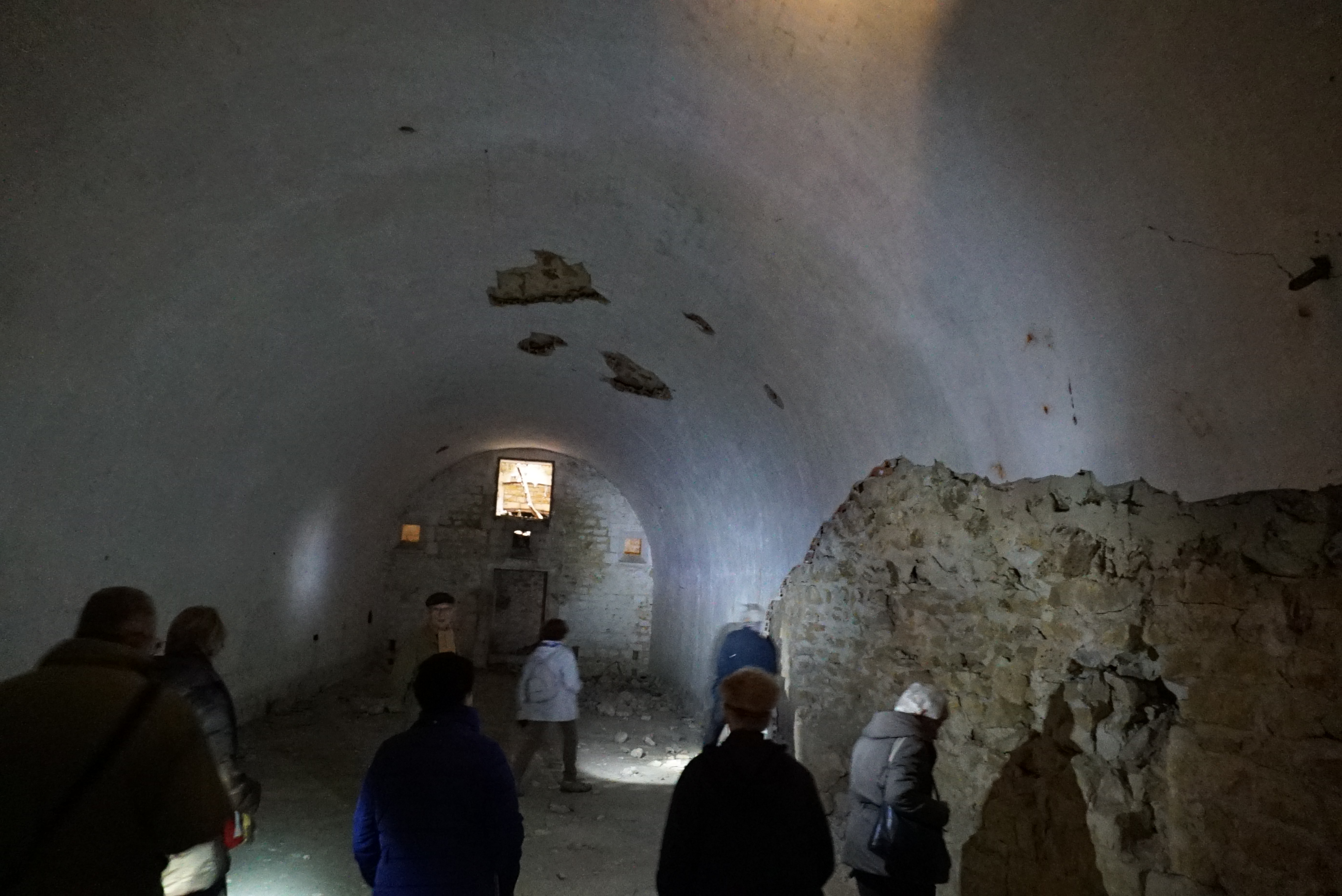
Munitionsdepot
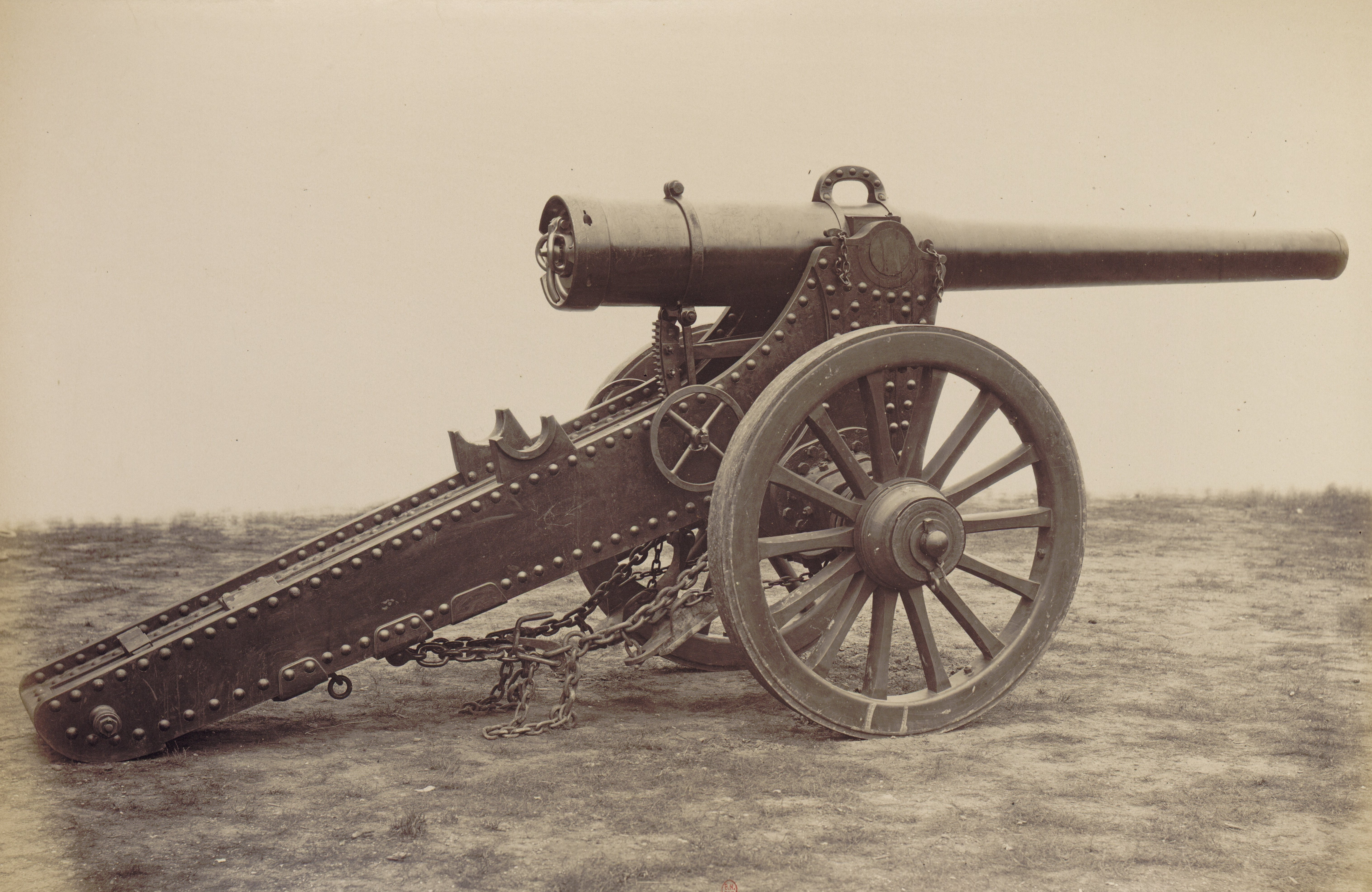
Canon de 155 mm de Bange auf Belagerungs-/Festungslafette
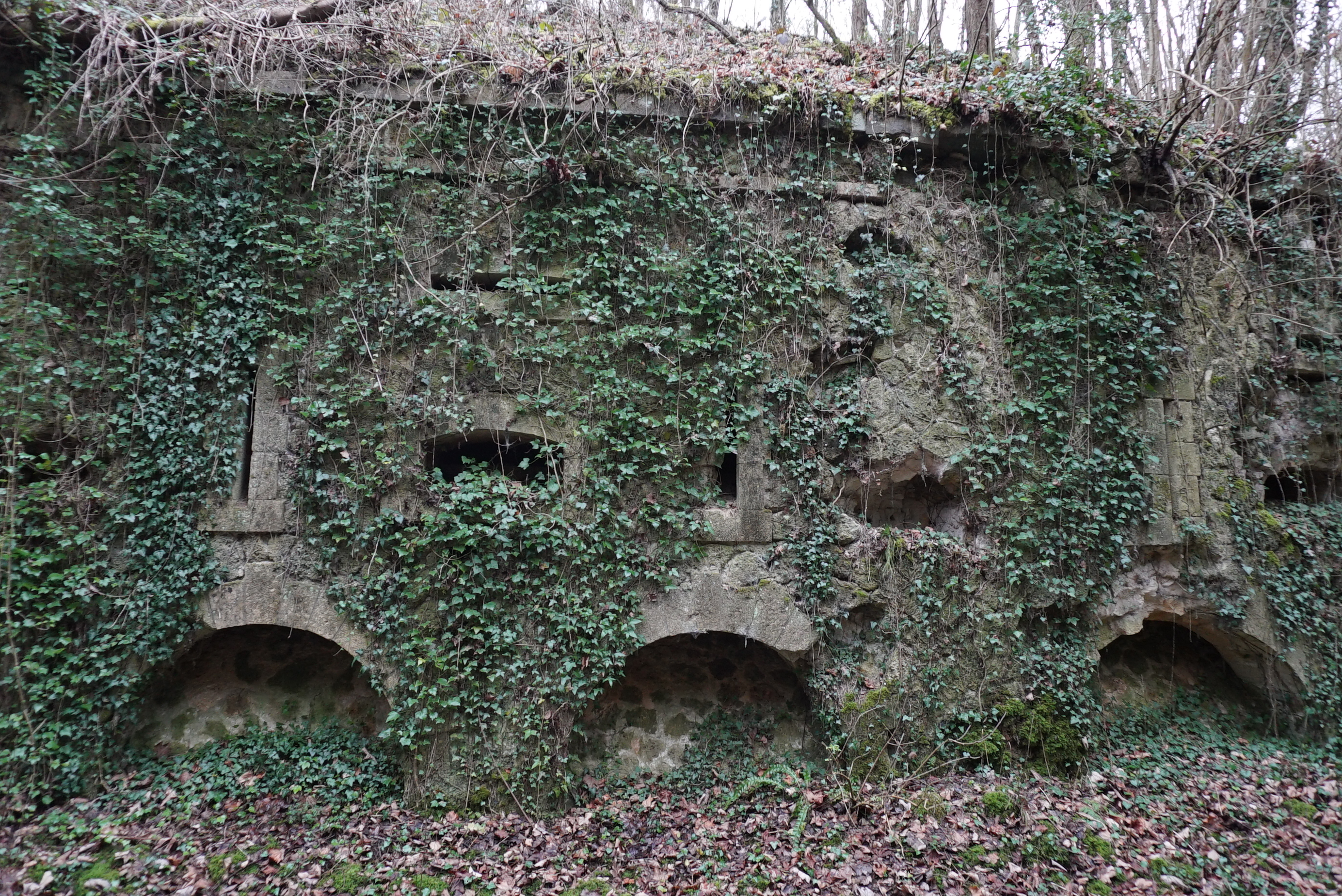
Nordwand der Doppelkaponniere